# Daniel Offenbacher
Daniel Offenbacher (ur. 18 lutego 1992 w Scheifling) – austriacki piłkarz występujący na pozycji pomocnika. Reprezentant młodzieżowych drużyn reprezentacji Austrii.

## Kariera klubowa
Daniel Offenbacher jest wychowankiem drużyny SV Scheifling. W styczniu 2006 roku rozpoczął występy w młodzieżowych drużynach zespołu Red Bull Salzburg. Jego debiut w pierwszej drużynie zespołu miał miejsce 16 października 2010 w meczu przeciwko Kapfenberger SV, kiedy to w 68. minucie spotkania zastąpił na boisku Ibrahima Sekagyę. Następnie zawodnik był dwukrotnie wypożyczany, by w maju 2013 podpisać dwuletni kontrakt z pierwszoligowym zespołem Sturm Graz. Potem występował w Wolfsbergerze, a w 2018 przeszedł do litewskiej drużyny FK Sūduva.

## Kariera reprezentacyjna
Offenbacher od 16. roku życia występował we wszystkich drużynach młodzieżowych reprezentacji swojego kraju – obecnie gra w reprezentacji Austrii U-21. Pierwszego gola dla drużyny zdobył 18 listopada 2013 roku w meczu fazy grupowej Mistrzostw Europy U-21 przeciwko drużynie węgierskiej.